# Euryparasitus changanensis
Euryparasitus changanensis är en spindeldjursart som beskrevs av Gu och Huang 1992. Euryparasitus changanensis ingår i släktet Euryparasitus och familjen Ologamasidae. Inga underarter finns listade i Catalogue of Life.